# Serpulomyces
Serpulomyces är ett släkte av svampar som först beskrevs av Ivan V. Zmitrovich, och fick sitt nu gällande namn av Ivan V. Zmitrovich 2002. Serpulomyces ingår i familjen Amylocorticiaceae, klassen Agaricomycetes, divisionen basidiesvampar och riket svampar.
Släktet innehåller bara arten Serpulomyces borealis.